# ضمیر جنسیت ترجیحی

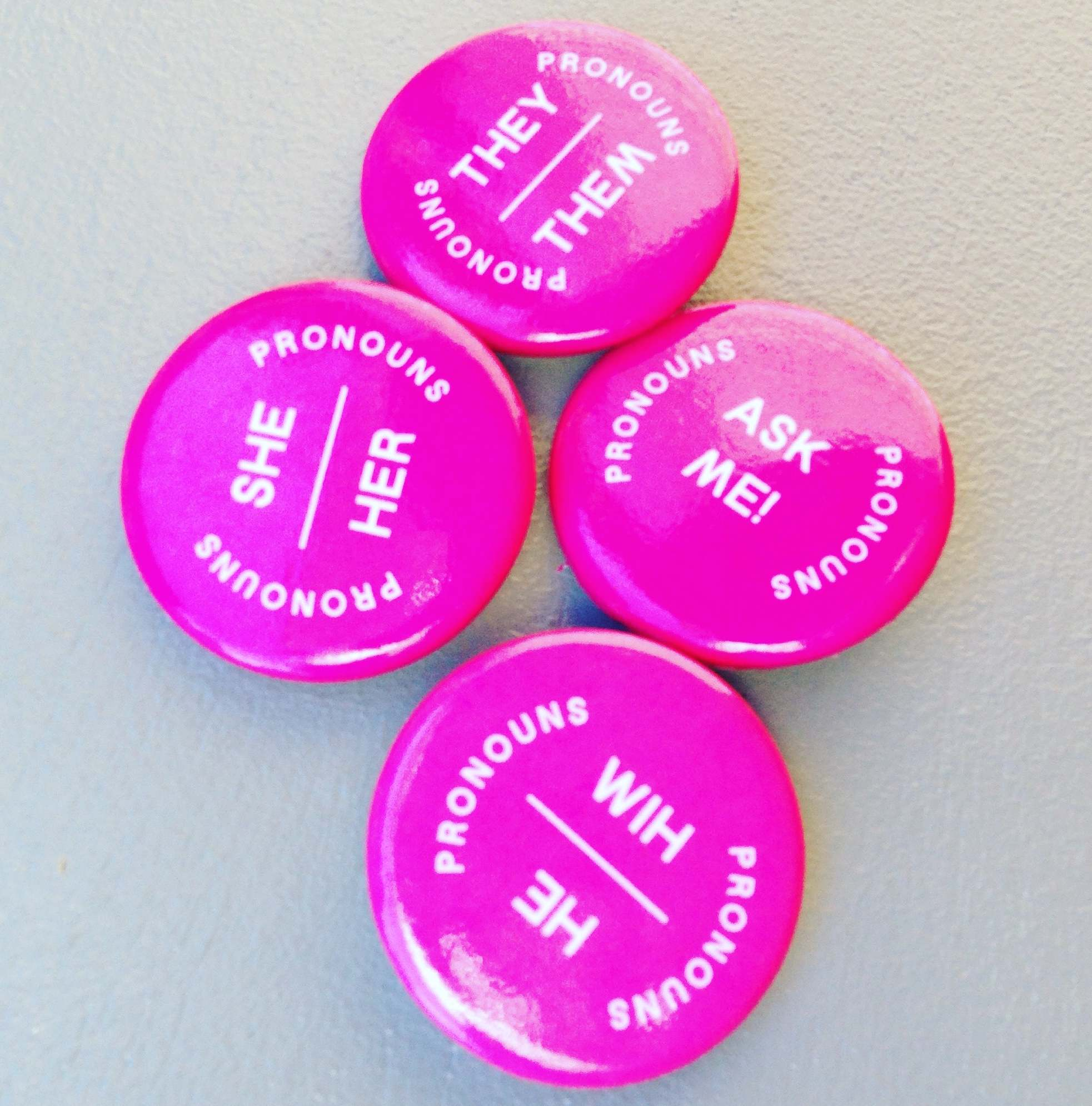
مجموعه ای از چند نشان که روی آن ضمایر جنسیتی نوشته شده است.ساخته شده توسط شورای شهر برایتون

ضمایر جنسی یا ضمایر جنسیت ترجیحی (که اغلب به اختصار PGP نامیده می شوند) مجموعه ای از ضمایر (در زبان انگلیسی، ضمایر سوم شخص) هستند که فرد برای بیان هویت جنسی خود استفاده می کند.استفاده از کلمه "ترجیحی" در رابطه با ضمایر مناسب نیست و مشکل ساز تلقی می شود. گفتن «ترجیحی» باعث می‌شود استفاده از ضمایر شخصی اختیاری به نظر برسد، در حالی که در واقعیت یک نیاز اساسی است. در زبان انگلیسی، هنگام اعلام ضمایر انتخابی خود، فرد اغلب ضمایر فاعلی و مفعولی را بیان می کند (به عنوان مثال، "he/him"، "she/her"، "they/them")، اگرچه گاهی، ضمایر ملکی نیز ذکر می شود (به عنوان مثال، "she/her/hers"، "he/him/his"، "they/them/theirs"). ضمایر انتخابی ممکن است شامل نئو ضمایری مانند "ze" و "zir" باشند.